# Boletina longicauda
Boletina longicauda är en tvåvingeart som beskrevs av Saigusa 1968. Boletina longicauda ingår i släktet Boletina och familjen svampmyggor.
Artens utbredningsområde är Taiwan. Inga underarter finns listade i Catalogue of Life.